# Visolaje
Visolaje (maďarsky Viszolaj) jsou obec v okrese Púchov na Slovensku. Žije zde 971 obyvatel.

## Dějiny
Poprvé se obec Visolaje vzpomíná pod názvem Wizolay v roce 1327. V 18. století v obci fungoval pivovar, palírna a papírna. Dominanta obce, kostel sv. Gála, zde stál již v roce 1332. Byl přestavěn v barokním stylu v roce 1786.